# Гуро, Анри Жозеф

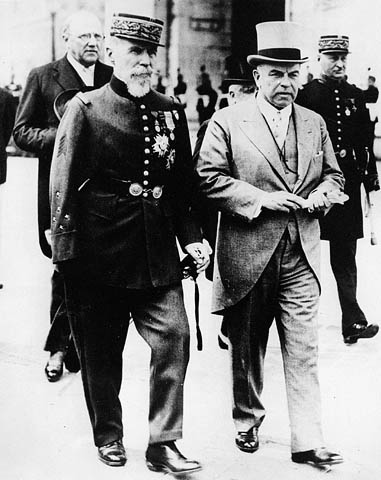
Гуро сопровождает канадского премьер-министра Макензи Кинга к Памятнику неизвестному солдату под Триумфальной аркой в Париже

Анри́ Жозе́ф Эже́н Гуро́ (фр. Henri Joseph Eugèn Gouraud; 1867—1946) — французский генерал, участник колониальных войн в Африке, военный губернатор Парижа.
Гуро оставил после себя несколько сочинений военно-мемуарного характера, посвящённых операциям французской армии в Западной Африке.

## Биография
Родился 17 ноября 1867 года в Париже в семье доктора Ксавье Гуро и Мэри Портал, был первым из шести детей. Семья происходила из Вандеи, затем переехала в Париж.
Анри получил домашнее образование, затем обучался в колледже св. Станислава в Париже и Сен-Сирской военной школе. В военную службу вступил в 1888 году в 21-й пехотный батальон в Монбельяре.
С 1894 года Гуро служил в африканских колониальных частях, сражался в Мали, Нигере, Чаде, Мавритании и Марокко. В 1907 году он был произведён в полковники и назначен комиссаром при генерал-губернаторе Мавритании. В 1911 году сражался в Марокко и за отличие был произведён в бригадные генералы и назначен комендантом Феса, также исполнял обязанности помощника генерала Лиоте.
В начале 1914 года Гуро был назначен главнокомандующим войсками в Западном Марокко и после начала Первой мировой войны во главе 4-й бригады колониальных марокканских войск был отправлен в Европу. 15 сентября был произведён в дивизионные генералы и назначен командиром 10-й пехотной дивизии. В январе 1915 года российский император Николай II пожаловал Гуро орден св. Георгия 4-й степени.
В 1915 году возглавил Колониальный армейский корпус, а через несколько месяцев был назначен командующим французским Дарданелльским экспедиционным корпусом. Во время Дарданелльской десантной операции он был тяжело ранен и отправлен на госпитальном судне во Францию. Во время пути у Гуро развилась гангрена и ему ампутировали правую руку. Пуанкаре лично посетил его в госпитале 10 июля и вручил Военную медаль.
По выздоровлении Гуро в конце 1915 года был назначен командующим 4-й армией в Шампани. В 1916 году ненадолго вернулся в Марокко главнокомандующим местными войсками. В июне 1917 года вновь вернулся на должность командующего 4-й армией и блестяще проявил себя в прорыве «линии Зигфрида» на Марне. 22 ноября 1918 года он вошел в город Страсбург, свергнув Эльзасскую Советскую Республику, которая была провозглашена здесь 11 ноября 1918 года.
В 1919 году Гуро был назначен Верховным комиссаром Франции в Сирии и Киликии и главнокомандующим армией Леванта. В 1921 году в окрестностях Дамаска он был захвачен арабами в качестве заложника, но вскоре был освобождён.
В 1922 году Гуро вернулся в Париж и был назначен членом Военного совета. В 1923 году совершил поездку в США, во время которой узнал о своём назначении на должность военного губернатора Парижа (находился с 1923 по 1937 годы). Также он входил в Верховный военный совет союзников в 1927 году до выхода на пенсию в 1937 году.
Во Второй мировой войне, после оккупации Франции гитлеровской Германией, Гуро уехал на юг, на территорию, подконтрольную правительству Виши. Вернулся в Париж после его освобождения в мае 1945 года и скончался в своём доме 16 сентября 1946 года.

## Награды
- Награждён орденом Св. Георгия 4-й степени (январь 1915).
- Полный кавалер ордена Почетного Легиона — кавалер (18 октября 1898), офицер (31 мая 1904), командор (11 июля 1909), великий офицер (10 август 1914), кавалер большого креста (28 декабря 1918).
- Также награждён Воинской медалью (10 июля 1915), медалью «За выдающиеся заслуги» (США), орденом Белого льва (Чехословакия), командор ордена Нишан-эль-Ануар.

## Память
- В честь Гуро названы улицы в Париже, Лионе и Страсбурге, площадь в Реймсе.
- В Париже на площади Аяччо[фр.] ему установлен памятник.
- В Марокко в честь Гуро был назван 800-летний кедр и лес, окружающий его.